# پیتر دی‌آماتو
پیتر دی‌آماتو (انگلیسی: Peter D'Amato)، نویسنده، تاجر، و مرجع گیاهان گوشت‌خوار آمریکایی است. او صاحب گوشت‌خواران کالیفرنیا، واقع در سباستوپل، احتمالاً بزرگترین نهالستان گیاهان گوشت‌خوار در جهان و نویسنده باغ وحشی (انتشار ۱۹۹۸)، کتابی در مورد کشت گیاهان حشره‌خوار است. کتاب او در سال ۱۹۹۹ برنده جایزه کتاب انجمن باغبانی آمریکا و جایزه (Quill & Trowel) از انجمن نویسندگان باغ آمریکا شد.

## تحصیلات
پیتر در سال ۱۹۷۲ از دبیرستان در نیوجرسی فارغ‌التحصیل شد و در دانشگاه میامی، فلوریدا، ۱۹۷۲-۱۹۷۴ تحصیل کرد.

## حرفه
دی‌آماتو نزدیک به ۴۰ سال است که گیاهان گوشت‌خوار را پرورش می‌دهد. در سال ۱۹۸۹، او نهالستان گوشت‌خواران کالیفرنیا را افتتاح کرد. دی‌آماتو همچنین یکی از بنیانگذاران انجمن گیاهان گوشت‌خوار منطقه خلیج است و به‌طور مکرر در خبرنامه گیاهان گوشت‌خوار انجمن بین‌المللی گیاهان گوشت‌خوار همکاری می‌کند. در طول سال‌ها، او مقالات متعددی نوشته و در این زمینه سخنرانی کرده‌است.
او به سراسر ایالات‌‎متحده سفر نموده و برای گروه‌های مختلف سخنرانی کرده است. برخی از مکان‌هایی که وی در آنها سخنرانی کرده است عبارتند از:
- باغ گیاه‌شناسی دانشگاه کارولینای شمالی
- باغ گیاه‌شناسی آتلانتا
- انجمن باغبانی کالیفرنیا
- دانشگاه کالیفرنیا در برکلی
- باغ وحش سن دیگو
- باغ فردریک مایجر (گرند رپیدز)
- باغ وحش سانفرانسیسکو[۸]

## ظواهر
دی‌آماتو همچنین در تعدادی از برنامه‌های تلویزیونی ظاهر شده است از جمله:
- برنامه‌های شبکه خانه و باغ
- مارتا استوارت زندگی می‌کند
- نمایش‌های مختلف سفر و باغ[۸]